# Віхрув (Опольське воєводство)
Віхрув (пол. Wichrów, нім. Wichrau) — село в Польщі, у гміні Радлув Олеського повіту Опольського воєводства.
Населення — 427 осіб (2011).
У 1975-1998 роках село належало до Ченстоховського воєводства.

## Демографія
Демографічна структура станом на 31 березня 2011 року:
|          | Загалом | Допрацездатний вік | Працездатний вік | Постпрацездатний вік |
| -------- | ------- | ------------------ | ---------------- | -------------------- |
| Чоловіки | 206     | 39                 | 141              | 26                   |
| Жінки    | 221     | 36                 | 145              | 40                   |
| Разом    | 427     | 75                 | 286              | 66                   |